# Kiritimati-Südseeläufer
|  | Dieser Artikel wurde aufgrund von formalen oder inhaltlichen Mängeln in der Qualitätssicherung Biologie zur Verbesserung eingetragen. Dies geschieht, um die Qualität der Biologie-Artikel auf ein akzeptables Niveau zu bringen. Bitte hilf mit, diesen Artikel zu verbessern! Artikel, die nicht signifikant verbessert werden, können gegebenenfalls gelöscht werden. Lies dazu auch die näheren Informationen in den Mindestanforderungen an Biologie-Artikel. |

Der Kiritimati-Südseeläufer (Prosobonia cancellata) ist eine ausgestorbene Vogelart aus der Familie der Schnepfenvögel. Er war endemisch auf dem Atoll Kiritimati in den Line Islands.

## Entdeckung und Spezifikation
Erstmals wurde der Kiritimati-Südseeläufer wahrscheinlich von William Anderson, der James Cook auf seiner Reise als Chirurg und Naturforscher begleitete, am 1. oder 2. Januar 1778 beschrieben. Eine genaue Spezifizierung war zu diesem Zeitpunkt sehr schwierig, da es noch weitere ähnliche Unterarten von Prosobonia in Polynesien gab. Die Beschreibung von John Latham ließ sich jedoch relativ sicher in die Nomenklatur von Johann Friedrich Gmelin einordnen. Die Art war im 18. Jahrhundert noch auf vielen Atollen Polynesiens heimisch, ehe sie von Ratten und Katzen deutlich dezimiert wurde.